# Parorsidis
Parorsidis is een kevergeslacht uit de familie van de boktorren (Cerambycidae). De wetenschappelijke naam van het geslacht werd voor het eerst geldig gepubliceerd in 1935 door Breuning.

## Soorten
Parorsidis omvat de volgende soorten:
- Parorsidis ceylanica Breuning, 1982
- Parorsidis delevauxi Breuning, 1962
- Parorsidis nigrosparsa (Pic, 1926)
- Parorsidis rondoni (Breuning, 1962)
- Parorsidis transversevittata Breuning, 1963